# Чемпіонат світу з волейболу
Чемпіона́т сві́ту з волейбо́лу — міжнародний турнір із волейболу, який проводять раз на 4 роки під егідою ФІВБ. Є найпрестижнішим після Олімпійських ігор турніром для чоловічих національних збірних у цьому виді спорту.

## Історія
Рішення про проведення чемпіонатів світу прийняла Міжнародна федерація волейболу (ФІВБ) у 1948 році. Перший чемпіонат світу з волейболу серед чоловіків відбувся в 1949 році. З 1952 року проводять аналогічний турнір для жінок.
Перші два чемпіонати проводили на відкритих майданчиках, решта в залах. У перших п'яти чемпіонатах участь могли брати всі команди, які подали заявку. З 1966 року частину учасників відбирали за результатами континентальних першостей і попереднього чемпіонату світу, решта за результатами кваліфікації. З 1998 року всі учасники (крім звільнених від відбору переможця попередньої першості та діючого чемпіона світу) кваліфікуються тільки за результатами відбіркового турніру.
У всіх 20 чемпіонатах, які відбулись, не брала участі ні одна команда, найбільше — 19 разів виступала в турнірі збірна Болгарії, по 18 — Італії, Бразилії та Польщі.
Всього у світових першостях брали участь національні збірні понад 65 країн, 18 з яких вдавалось підніматись на п'єдестал пошани, а переможцями турнірів ставали 7 збірних: 6 разів СРСР, 4 рази — Італія, 3 рази —  Бразилія, по два рази — Чехословаччина та Польща, по одному разу — НДР та США.
Серед волейболістів найтитулованішими є триразові чемпіони світу Андреа Гардіні, Фердинандо Ді Джорджи, Андреа Джані, Марко Браччі (усі — Італія) та бразильці Данте Амарал, Жиба та Родріго Сантана (Родріган).
Світову першість приймали 11 країн, причому Чехословаччина, СРСР, Франція, Бразилія, Італія, Аргентина та Японія по два рази. Виграти чемпіонат на своєму полі вдавалося збірній СРСР (першості світу серед чоловіків 1952, 1962), збірній Чехословаччини (чоловіки, 1966) і збірній Польщі (чоловіки, 2014).
На чемпіонатах світу проведено 1559 матчів. Перший відбувся 10 вересня 1949 року на Зимовому стадіоні в Празі між збірними Болгарії та Італії. Сильнішими виявились болгарські волейболісти, які виграли з рахунком 3:1. 1559-й матч пройшов 21 вересня 2014 року в спорткомплексі «Сподек» у місті Катовицях. Це був поєдинок за звання чемпіона світу між збірними Бразилії та Польщі, в якому перемогли поляки — 3:1.
Рекорд відвідуваності матчу чемпіонату світу встановлено 30 серпня 2014 року — гра між збірними Польщі та Сербії пройшла на Національному стадіоні у Варшаві та зібрала 61 500 глядачів.

## Призери чемпіонатів світу
Чинним (20-м за рахунком), чотириразовим чемпіоном світу з волейболу є Італія (на 2022 рік)
| Рік         | Місце проведення        | Золото         | Срібло         | Бронза    |
| 1949 Деталі | Чехословаччина Прага    | СРСР           | Чехословаччина | Болгарія  |
| 1952 Деталі | СРСР Москва             | СРСР           | Чехословаччина | Болгарія  |
| 1956 Деталі | Франція Париж           | Чехословаччина | Румунія        | СРСР      |
| 1960 Деталі | Бразилія Ріо-де-Жанейро | СРСР           | Чехословаччина | Румунія   |
| 1962 Деталі | СРСР Москва             | СРСР           | Чехословаччина | Румунія   |
| 1966 Деталі | Чехословаччина Прага    | Чехословаччина | Румунія        | СРСР      |
| 1970 Деталі | Болгарія Софія          | ФРН            | Болгарія       | Японія    |
| 1974 Деталі | Мексика Мехіко          | Польща         | СРСР           | Японія    |
| 1978 Деталі | Італія Рим              | СРСР           | Італія         | Куба      |
| 1982 Деталі | Аргентина Буенос-Айрес  | СРСР           | Бразилія       | Аргентина |
| 1986 Деталі | Франція Париж           | США            | СРСР           | Болгарія  |
| 1990 Деталі | Бразилія Ріо-де-Жанейро | Італія         | Куба           | СРСР      |
| 1994 Деталі | Греція Афіни            | Італія         | Нідерланди     | США       |
| 1998 Деталі | Японія Токіо            | Італія         | Югославія      | Куба      |
| 2002 Деталі | Аргентина Буенос-Айрес  | Бразилія       | Росія          | Франція   |
| 2006 Деталі | Японія Токіо            | Бразилія       | Польща         | Болгарія  |
| 2010 Деталі | Італія Рим              | Бразилія       | Куба           | Сербія    |
| 2014 Деталі | Польща Катовиці         | Польща         | Бразилія       | Німеччина |
| 2018 Деталі | Болгарія/Італія         | Польща         | Бразилія       | США       |
| 2022 Деталі | Польща/Словенія         | Італія         | Польща         | Бразилія  |
| 2026 Деталі | Філіппіни               |                |                |           |

## Розподіл медалей за країнами
- За всю історію проведення турніру (17 разів) лише 7 команд завойовували титул чемпіонів. Найбільше число таких титулів у збірної СРСР — 6.
- Виграти чемпіонат на своєму полі вдавалося двічі збірній СРСР в 1952 і 1962 роках і один раз збірній Чехословаччини в 1966 році.

| Країна           | Золото | Срібло | Бронза | Всього  |
| ---------------- | ------ | ------ | ------ | ------- |
| Росія *          | 6 0 6  | 2 1 3  | 3 0 3  | 11 1 12 |
| Італія           | 4      | 1      | 0      | 5       |
| Бразилія         | 3      | 3      | 1      | 7       |
| Польща           | 3      | 2      | 0      | 5       |
| Чехія ^          | 2 0 2  | 4 0 4  | 0      | 6 0 6   |
| США              | 1      | 0      | 2      | 3       |
| Німеччина #      | 1 0 1  | 0      | 0 1    | 1 2     |
| Румунія          | 0      | 2      | 2      | 4       |
| Куба             | 0      | 2      | 2      | 4       |
| Болгарія         | 0      | 1      | 4      | 5       |
| Нідерланди       | 0      | 1      | 0      | 1       |
| Югославія Сербія | 0      | 1 0 1  | 0 1    | 1 2     |
| Японія           | 0      | 0      | 2      | 2       |
| Аргентина        | 0      | 0      | 1      | 1       |
| Франція          | 0      | 0      | 1      | 1       |

- * — враховані результати збірної СРСР, як правонаступника
- ^ — враховані результати збірної Чехословаччини
- # — враховані результати збірної ФРН